# キッド・オリー
エドワード・“キッド”・オリー（英語: Edward "Kid" Ory、1886年12月25日 - 1973年1月23日）は、ジャズのトロンボーン奏者でバンドリーダーである。

## 生涯
ルイジアナ州ラプラース（LaPlace）近くのウッドランド・プランテーションに生まれた。
オリーは幼少の頃、自作の楽器で音楽の演奏を始め、ティーンまでにはルイジアナ州サウスイーストでちゃんとしたバンドを率いていた。彼は家庭の決まりのため21歳の誕生日まで活動拠点としてラプラースに留まったが、21歳の誕生日を迎えると自分のバンドをルイジアナ州ニューオーリンズに移した。
オリーは1910年代にニューオーリンズでとりわけ有名なバンドを持っていて、ニューオーリンズの偉大なジャズ・ミュージシャンたちを数多く雇っていた。その中にはジョー・“キング”・オリヴァー、マット・キャリー（Mutt Carey）、ルイ・アームストロング、それからクラリネット奏者のジョニー・ドッズとジミー・ヌーンらがいた。
オリーは1919年にロサンゼルスに引っ越し － その頃、多くのニューオーリンズのミュージシャンたちがそうしていた － 1922年にそこであるバンドと録音をした。そのバンドにはマット・キャリー、クラリネット奏者でピアニストのディンク・ジョンソン（Dink Johnson）、コントラバス奏者のエド・ガーランド（Ed Garland）らがいた。ガーランドとキャリーは長年の仲間で、オリーが1940年代に復帰するまでの間も、なおそれでもオリーと演奏しようという意志を持っていた。1925年に、オリーはシカゴへ引っ越した。そこでは彼は非常に活動的で、ルイ・アームストロング、ジェリー・ロール・モートン、キング・オリヴァー、ジョニー・ドッズ、その他大勢の人々と仕事をし録音をした。
世界恐慌の中、オリーは1933年に音楽から引退し、1943年まで再び演奏をしようとはしなかった。1944年から1961年頃まで、彼はその時期とりわけ頂点を極めるニューオーリンズ・スタイルのバンドのひとつを率いていた。マット・キャリー、エド・ガーランド、トランペット奏者のアルヴィン・アルコーン（Alvin Alcorn）とテディ・バックナー（Teddy Buckner）もさることながら、クラリネット奏者のダーネル・ハワード（Darnell Howard）、ジミー・ヌーン、アルバート・ニコラス、バーニー・ビガード、ジョージ・プロバート（George Probert）、ピアニストのバスター・ウィルソン（Buster Wilson）、セドリッウ・ヘイウッド（Cedric Haywood）、ドン・イーウェル（Don Ewell）、ドラマーのマイナー・ホール（Minor Hall）達が、この時期、オリーの楽団員に混ざって演奏していた。
オリーのバンドはニューオーリンズ・ジャズへの関心を復興させ、録音のみならず人気ラジオ番組 － それらの番組の中にはオーソン・ウェルズの『オールマナック』（Almanac）の放送やスタンダード・オイル提供のジャズの歴史シリーズもあった － を製作させる有力な影響力を持った。
オリーは「マスクラット・ランブル」、「オリーズ・クレオール・トロンボーン」、「サヴォイ・ブルース」の作曲者でもあった。オリーは1966年に音楽から引退し、晩年はハワイ州で過ごし、ホノルルで死去した。

## 参照
1. ↑  Kid Ory on The African American Registry